# フジテレビ2011年ワールドカップバレーボール中継
2011年ワールドカップバレーボール中継は、2011年11月4日から12月4日にかけて開催された、2011年ワールドカップバレーボールの中継番組である。

## 概要
2011年ワールドカップバレーボールは、フジテレビのCS放送で全試合、地上波では日本戦を中心に中継された。

## 日本戦・実況アナとゲスト

### 女子大会
| 日付         | 対戦国                                 | 会場地                        | 実況アナ         | アスリートゲスト |
| 第1戦 11/4   | イタリア · (推薦国 / 前回優勝)         | 広島会場 広島サンプラザ       | 三宅正治         | 河西昌枝・丸山由美 (元バレーボール全日本女子) |
| 第2戦 11/5   | アルゼンチン · (南米予選二位 / 推薦国) | 広島会場 広島サンプラザ       | 森昭一郎         | 谷本歩実、佐藤愛子(柔道) |
| 第3戦 11/6   | 中国 · (アジア予選優勝)                | 広島会場 広島サンプラザ       | 西岡孝洋         | 山﨑浩子、フェアリージャパン(新体操) |
| 第4戦 11/8   | アルジェリア · (アフリカ予選二位)      | 広島会場 広島サンプラザ       | 竹下陽平         | 田中姿子、西堀健実、 溝江明香、浦田聖子(ビーチバレー)                                                                                                |
| 第5戦 11/9   | ドミニカ共和国 · (北中米予選二位)      | 広島会場 広島サンプラザ       | 矢野寛樹 (tss)   | 高橋尚子 (シドニーオリンピック 女子マラソン金メダリスト)                                                                                             |
| 第6戦 11/11  | セルビア · (欧州予選優勝)              | 札幌会場 北海きたえーる       | 三宅正治 (2回目) | 原田雅彦(スキー) 小倉智昭(特別ゲスト) |
| 第7戦 11/12  | 韓国 · (アジア予選三位)                | 札幌会場 北海きたえーる       | 森昭一郎 (2回目) | 中山雅史 (サッカー・コンサドーレ札幌) |
| 第8戦 11/13  | ブラジル · (南米予選優勝)              | 札幌会場 北海きたえーる       | 西岡孝洋 (2回目) | 大畑大介 (ラグビー／トライ数の世界記録保持者) |
| 第9戦 11/16  | ケニア · (アフリカ予選優勝)            | 東京会場 国立代々木第一体育館 | 森昭一郎 (3回目) | 上野由岐子・峰幸代／共にルネサス高崎 (北京オリンピック 女子ソフトボール金メダルバッテリー)                                                           |
| 第10戦 11/17 | ドイツ · (欧州予選二位)                | 東京会場 国立代々木第一体育館 | 竹下陽平 (2回目) | 中澤佑二(サッカー・横浜F・マリノス) 寺川綾(水泳) |
| 第11戦 11/18 | アメリカ合衆国 · (北中米予選優勝)      | 東京会場 国立代々木第一体育館 | 三宅正治 (3回目) | 浅見八瑠奈（柔道） 今江敏晃（プロ野球千葉ロッテマリーンズ） 城下麗奈（陸上競技） アルベルト・ザッケローニ(スペシャルゲスト 男子サッカー日本代表監督) |
| ------------ | -------------------------------------- | ----------------------------- | ---------------- | --- |

### 男子大会
| 日付        | 対戦国                              | 会場地                        | 実況アナ         | アスリートゲスト                                                    |
| 第1戦 11/20 | イラン · (アジア予選優勝)           | 名古屋会場 名古屋市総合体育館 | 西岡孝洋 (3回目) | 吉田沙保里(レスリング) 2004アテネ・2008北京／五輪 2大会連続金メダル |
| 第2戦 11/21 | アルゼンチン · (南米予選二位)       | 名古屋会場 名古屋市総合体育館 | 森脇淳 (THK)     | 田中マルクス闘莉王 (サッカー・名古屋グランパスエイト)               |
| 第3戦 11/22 | キューバ · (北中米予選優勝)         | 名古屋会場 名古屋市総合体育館 | 竹下陽平 (3回目) | 福留孝介(シカゴ・カブス) WBC 2006年・2009年大会連覇                 |
| 第4戦 11/24 | セルビア · (欧州予選優勝)           | 大阪会場 大阪市中央体育館     | 三宅正治 (4回目) | 入江陵介(水泳)                                                      |
| 第5戦 11/25 | ポーランド · (推薦国 / 欧州予選3位) | 大阪会場 大阪市中央体育館     | 山田恭弘 (KTV)   | 朝日健太郎・白鳥勝浩 (ビーチバレー)                                 |
| 第6戦 11/27 | エジプト · (アフリカ予選優勝)       | 福岡会場 マリンメッセ福岡     | 西岡孝洋 (4回目) | 朝長孝介 (元バレーボール全日本男子)                                 |
| 第7戦 11/28 | 中国 · (アジア予選二位)             | 福岡会場 マリンメッセ福岡     | 竹下陽平 (4回目) | 野村忠宏(男子柔道)                                                  |
| 第8戦 11/29 | アメリカ合衆国 · (北中米予選二位)   | 福岡会場 マリンメッセ福岡     | 森昭一郎 (3回目) | 清水宏保(スピードスケート) 長野オリンピック 男子500M金メダル        |
| 第9戦 12/2  | ロシア · (推薦国 / 欧州予選4位)     | 東京会場 国立代々木第一体育館 | 竹下陽平 (5回目) | 高橋尚成(アナハイム・エンジェルス) 前田健太(広島東洋カープ)         |
| 第10戦 12/3 | イタリア · (欧州予選二位)           | 東京会場 国立代々木第一体育館 | 西岡孝洋 (5回目) | 眞鍋政義(バレーボール全日本女子監督)                                |
| 第11戦 12/4 | ブラジル · (南米予選優勝)           | 東京会場 国立代々木第一体育館 | 三宅正治 (5回目) | 上原浩治(テキサス・レンジャーズ) 宮﨑大輔(ハンドボール全日本男子)   |
| ----------- | ----------------------------------- | ----------------------------- | ---------------- | ------------------------------------------------------------------- |

## 日本戦・司会と解説者
地上波
- キャスター　平井理央

地上波で中継される日本戦は実況席とは別に、コートサイドに進行用放送席を用意しており、過去のワールドカップなど日本代表にゆかりのある選手を、「アスリートゲスト」として迎える。
平井はその試合の分析や過去の思い出の選手について語るセット間のコーナーを担当し、『すぽると!』でも大会期間中のハイライトコーナー進行を担当している。尚、日本代表の試合地のスタジオからも放送していた(女子の広島／テレビ新広島・女子の札幌／北海道文化放送・男子の名古屋／東海テレビ・男子の大阪／関西テレビ・男子の福岡／テレビ西日本の各スタジオ)。
- 女子大会
  - 解説　川合俊一・中田久美
  - コートエンド解説　吉原知子
  - コートサイドリポーター　大林素子 または 大山加奈

- 男子大会
  - 解説　川合俊一
  - コートエンド解説　加藤陽一
  - コートサイドリポーター　大林素子 または 齋藤信治

- 『すぽると!』でのハイライトコーナーの進行
  - 柳本晶一

CS解説
| - 女子大会中心 - 大村加奈子 - 落合真理 - 成田郁久美 - 前田健 - ヨーコ・ゼッターランド - 吉川正博 | - 男子大会中心 - 青山繁 - 大竹秀之 - 佐々木太一 - 寺廻太 - 朝長孝介 - 藤田幸光 - 米山一朋 |